# الانتخابات الرئاسية الكينية 2013
الانتخابات الرئاسية الكينية 2013 هي إنتخابات رئاسية عقدت في كينيا في يوم 4 مارس 2013.